# Suppression of Communism Act, 1950
Internal Security Act (1982)
La loi sur la répression du communisme (en anglais Suppression of Communism Act, 1950) est une législation du gouvernement sud-africain adoptée le 26 juin 1950 (et entrée en vigueur le 17 juillet 1950) qui a formellement interdit le Parti communiste d'Afrique du Sud et interdit tout parti ou groupe adhérant au communisme selon une définition particulièrement large du terme. Intégrées dans la loi sur la sécurité intérieure de 1982, les principales dispositions de l'ancienne loi sur la répression du communisme ont été abrogées en 1991. 

## Définition très large du communisme
La loi no 44 de répression du communisme définissait cette idéologie comme tout stratagème visant à réaliser un changement — qu'il soit économique, social, politique ou industriel — par l'encouragement à la perturbation ou au désordre ou tout acte encourageant des sentiments d'hostilité entre les races européennes et non européennes. Elle donnait notamment au gouvernement le pouvoir d'interdire les publications défendant les objectifs du communisme et interdire l'accès de militants ou sympathisants communistes à certaines professions (avocats, juges). Cette loi a souvent été utilisée contre les opposants à l'apartheid au sens large, notamment les militants du Congrès national africain ou du Congrès panafricain d'Azanie.

## Durcissements ultérieurs et abrogation
Progressivement renforcée en 1951, 1954 et annuellement de 1962 à 1968, la loi a encore été modifiée à la fin des années 1970 et intégrée en 1982 dans la nouvelle loi no 74 sur la sécurité intérieure. Ses dispositions ont été substantiellement abrogées en 1991 par le gouvernement de Klerk et la loi sur la sécurité intérieure définitivement abrogée en 2005 sous le gouvernement Mbeki (II), à la suite de l'entrée en vigueur de la loi de 2004 sur la protection de la démocratie constitutionnelle contre le terrorisme et les activités connexes. Durant la période d'application de l'apartheid (qui a duré de 1948 à 1991), plus de 1 600 personnes ont fait l'objet de mesures d'interdictions en application de cette loi.

### Principaux durcissements ultérieurs
Les objectifs de la loi sur la suppression du communisme ont été accompagnés, complétés et modifiés par d'autres dispositions légales. Les plus importantes d'entre elles sont : 
- Suppression of Communism Amendment Act (Act No. 50/1951) : il s'agit d'un amendement au Suppression of Communism Act. Plusieurs autres amendements seront apportés au fil des années (No. 97/1965, No. 8/1966, No. 24/1967 et No. 2/1972) ;
- Riotous Assemblies and Suppression of Communism Amendment Act (Act No. 15 / 1954, également appelé Riotous Assemblies & Criminal Laws Amendment Act) ;
- Riotous Assemblies Act (Act No. 17/1956) ;
- Unlawful Organizations Act (Act No. 34/1960)[2] ;
- Loi portant sur la modification de la législation générale de 1962 (General Laws Amendment Act 1962) (Act No. 76/1962), également connu sous le nom de Sabotage Act, qui modifie plusieurs lois sur la sécurité politique[3] ;
- Loi portant sur la modification de la législation générale de 1963 (General Laws Amendment Act 1963) (Act No. 37/1963) ;
- Loi portant sur la modification de la législation générale de 1967 (General Laws Amendment Act 1967), également connue sous le nom de Terrorism Act (Act No. 83/1967) ;
- Prohibition of Political Interference Act (Act No. 51/1968)[4] ;
- Gatherings and Demonstrations in the Vicinity of Parliament Act (Act No. 52/1973) ;
- Internal Security Amendment Act (Act No. 79/1976) ;
- Loi sur la sécurité intérieure (en) (Act No. 74/1982) dont les objectifs sont conformes à ceux de la Loi sur la répression du communisme de 1950[5].